# Deotigarh
Deotigarh és una serralada de Nagaland, que forma el límit sud-est amb l'estat de Manipur. La serralada és una continuació de la serralada Barel; inclou els pics de Khurrho (2.729 metres) i Kopamidza (2597 metres). En aquestes muntanyes neixen els rius Barak, Dayang i Makru.